# 尤尼弗西蒂海茨 (艾奥瓦州)
尤尼弗西蒂海茨（英語：University Heights）是一個位於美國愛荷華州約翰遜縣的城市。

## 地理
尤尼弗西蒂海茨的座標為41°39′13″N 91°33′29″W / 41.65361°N 91.55806°W，而該地的平均海拔高度為233米（即764英尺）。

## 人口
根據2010年美國人口普查的數據，尤尼弗西蒂海茨的面積為0.70平方千米，當中陸地面積為0.70平方千米，而水域面積為0.00平方千米。當地共有人口1051人，而人口密度為每平方千米1,501人。